# Largus davisi
Largus davisi är en insektsart som beskrevs av Barber 1914. Largus davisi ingår i släktet Largus och familjen Largidae. Inga underarter finns listade i Catalogue of Life.